# Вірю у веселку
«Вірю у веселку» («Верю в радугу») — радянський художній фільм 1986 року, знятий режисером Віталієм Фетісовим на кіностудії «Мосфільм».

## Сюжет
Фільм знятий у вигляді концерту. Головна учасниця Валентина Толкунова. Також у концертному виступі брали участь Московський ансамбль пластичної драми та артисти різних балетних театрів.

## У ролях
- Валентина Толкунова — головна роль
- Вадим Александров — головна роль
- Ольга Бітюкова — головна роль
- Геннадій Козлов — роль другого плану
- Ю. Кузнецов — роль другого плану
- А. Куріцин — роль другого плану
- І. Малютіна — роль другого плану
- Віктор Махмутов — роль другого плану
- Володимир Мишкін — роль другого плану
- Федір Смирнов — роль другого плану
- Володимир Чуприков — роль другого плану
- Зінаїда Воліна — роль другого плану
- Іван Голяндін — роль другого плану

## Знімальна група
- Режисер — Віталій Фетісов
- Сценаристи — Оскар Волін, Віталій Фетісов
- Оператори — Петро Терпсихоров, Анатолій Клімачов
- Композитор — Ігор Кантюков
- Художник — Валентин Вирвіч